# Olszany (powiat świdnicki)

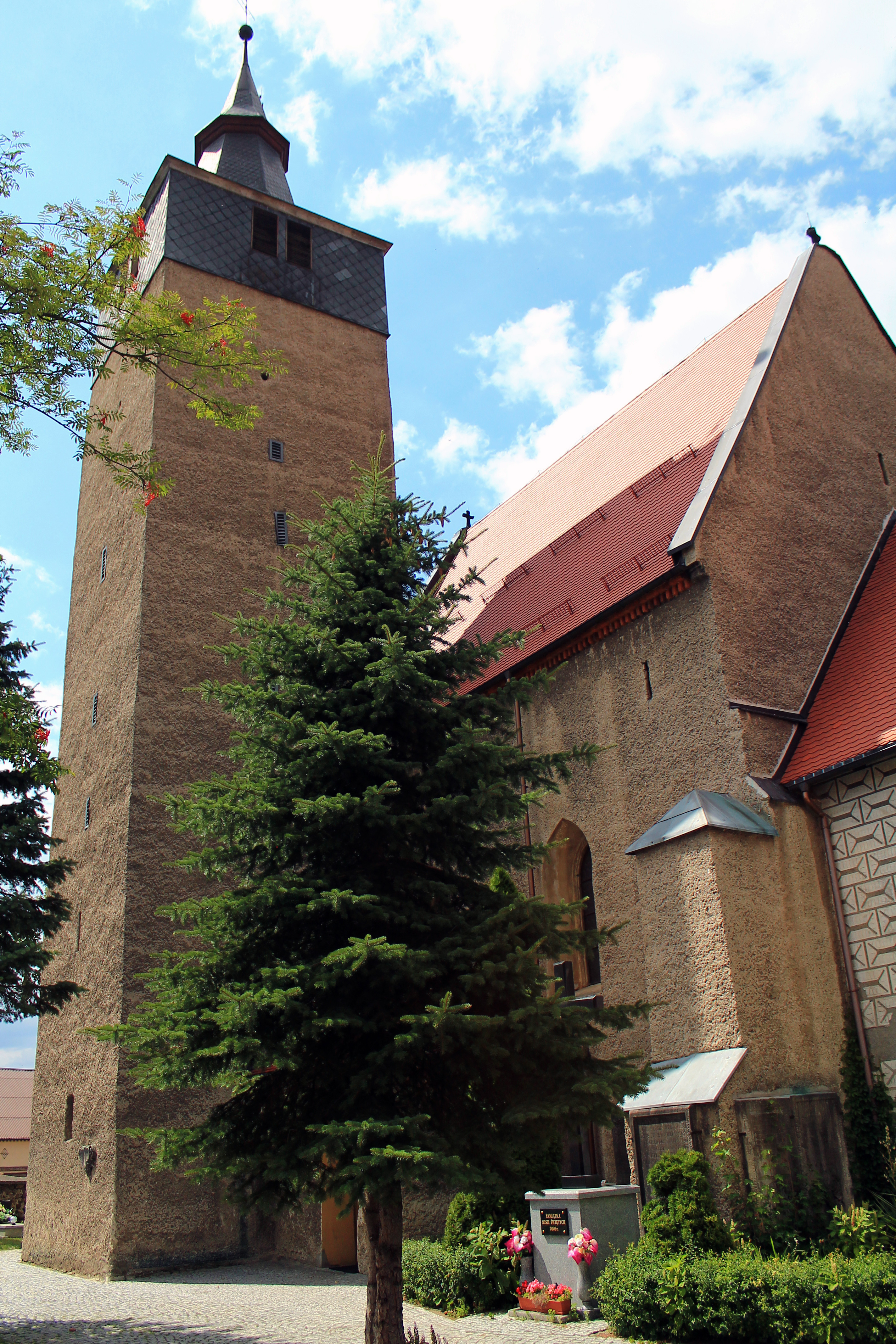
Kościół katolicki pw. Świętej Trójcy

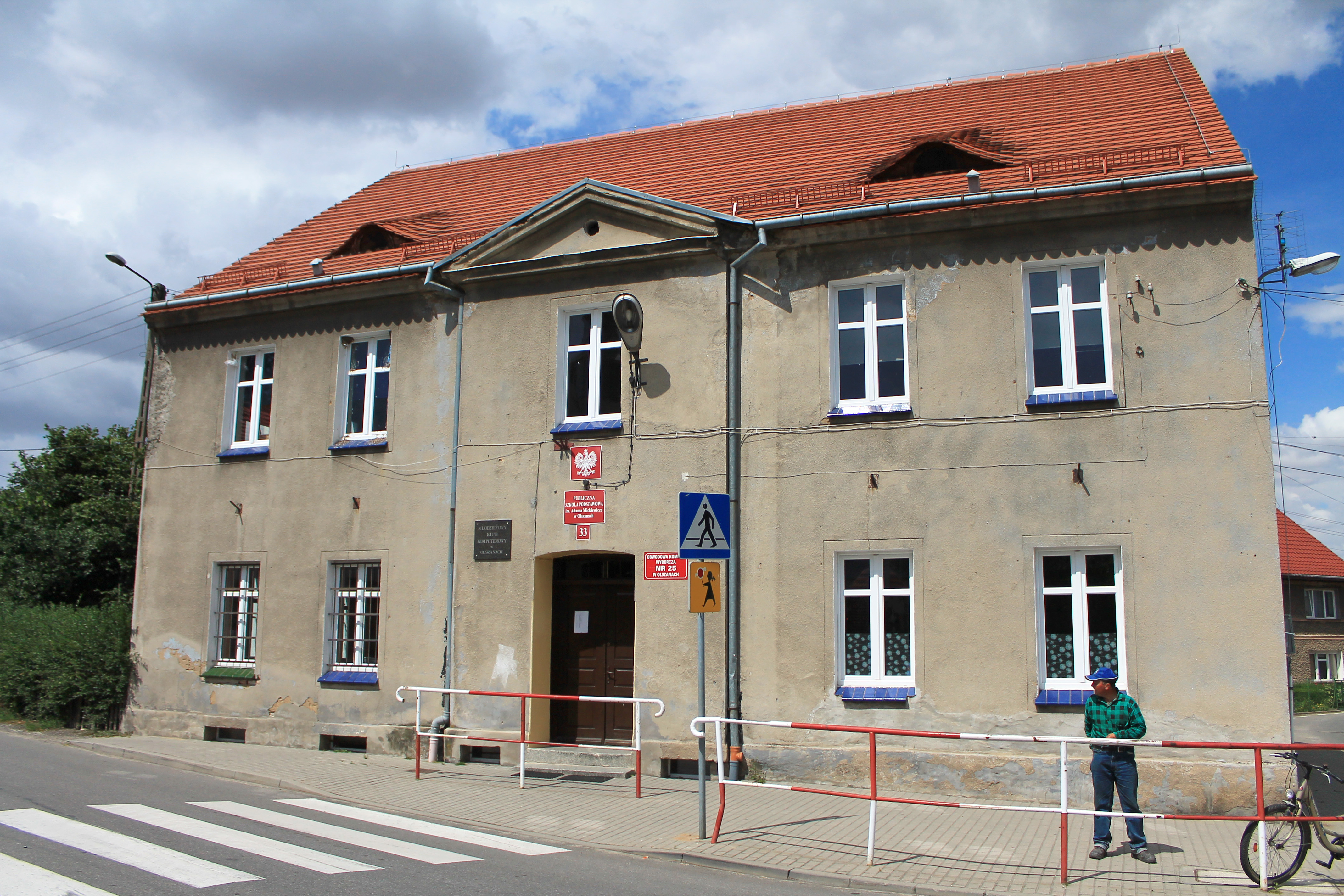
Szkoła podstawowa im. Adama Mickiewicza

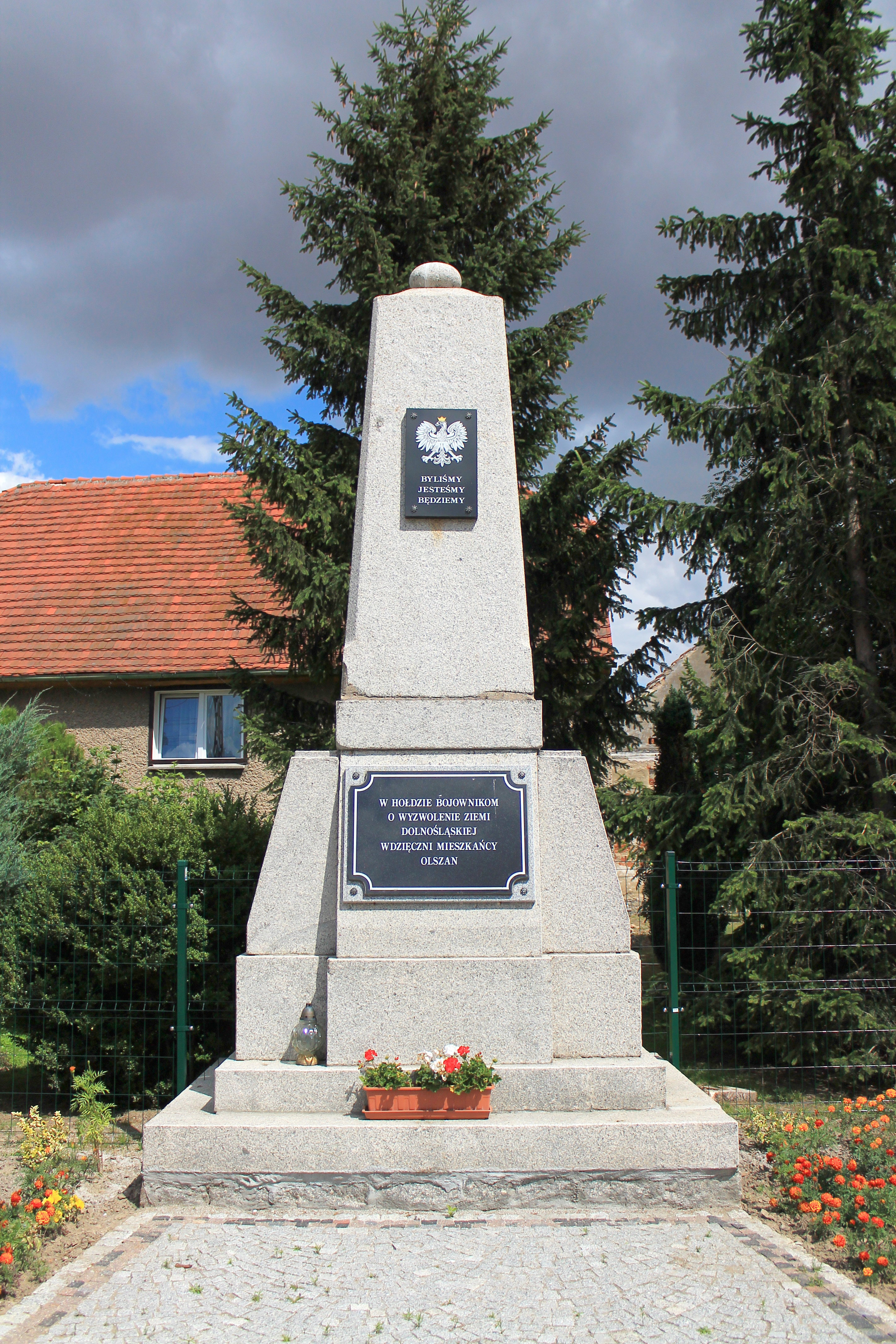
Pomnik w centrum wsi w hołdzie osobom, które walczyły o wyzwolenie tych ziem podczas II wojny światowej

Olszany (niem. Ölse) – wieś w Polsce położona w województwie dolnośląskim, w powiecie świdnickim, w gminie Strzegom; na Przedgórzu Sudeckim (Obniżenie Podsudeckie), na skraju Równiny Świdnickiej. Przez miejscowość płynie Olszański Potok, dopływ Strzegomki.
W latach 1975–1998 miejscowość należała administracyjnie do województwa wałbrzyskiego.

## Nazwy wsi
W kronice łacińskiej Liber fundationis episcopatus Vratislaviensis (pol. Księga uposażeń biskupstwa wrocławskiego) spisanej za czasów biskupa Henryka z Wierzbna w latach 1295–1305 miejscowość wymieniona jest w zlatynizowanej formie Olsna. Pierwsza wzmianka o Olszanach znajduje się w dokumencie kasztelana strzegomskiego Pawła, syna Imbrama z 1239 r. przygotowanego dla strzegomskich joannitów.
W latach 1522-1742 właścicielami byli von Hochbergowie (Hoberg und Fürstenstein auf Oelse), którzy w XVI w. przebudowali kościół.

## Zabytki
Do wojewódzkiego rejestru zabytków wpisane są:
- zabytkowy kościół pw. Świętej Trójcy w  Olszanach, parafialny z pierwszej połowy XIV w., przebudowany w XVII w.
- park pałacowy, z XVIII w.

Inne obiekty historyczne:
- pozostałości pałacu, należącego dawniej do rodziny Hohenzollernów (obecnie w ruinie)

## Rolnictwo
Żyzne gleby i dobre warunki klimatyczne sprzyjają rozwojowi rolnictwa.

## OSP
We wsi Olszany od roku 1947 istnieje Ochotnicza Straż Pożarna (OSP). W roku 2007 odbyło się uroczyste wręczenie nowego sztandaru związane z obchodami 60-lecia tej organizacji.

## Sport
W Olszanach istnieje piłkarski klub sportowy Huragan Olszany. Na stadionie o pojemności 1000 osób, istnieje boisko o wymiarach: 101 × 60 m. Drużyna od sezonu 2003/2004 współzawodniczy w rozgrywkach B-klasy, grupa: Świdnica I. Największym osiągnięciem zespołu było zajęcie 4. lokaty w sezonie 2003/2004